# 21399 Бейтмен
21399 Бейтмен (21399 Bateman) — астероїд головного поясу, відкритий 20 березня 1998 року.
Тіссеранів параметр щодо Юпітера — 3,610.